# Légume-phénomène

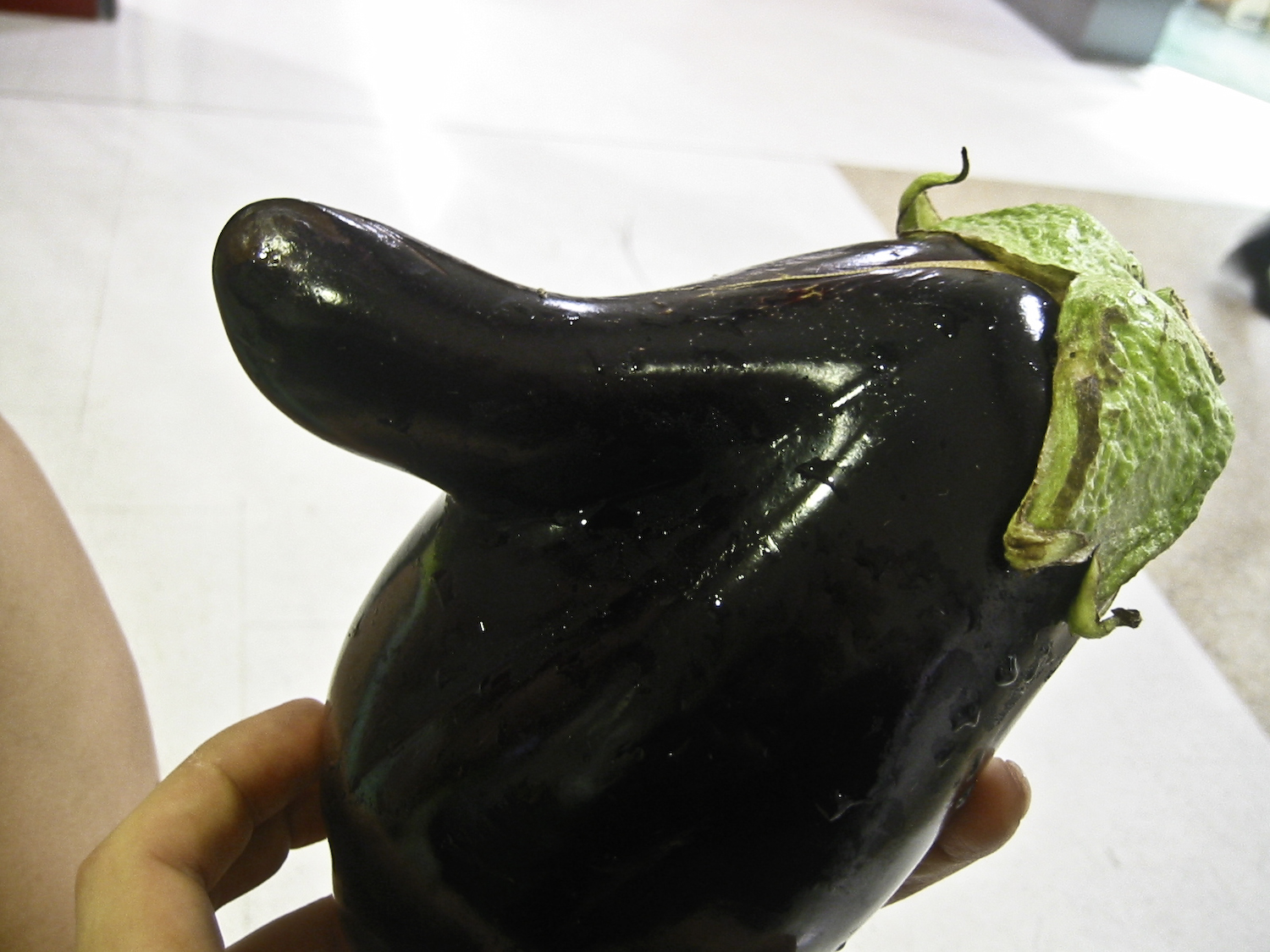
Aubergine avec un « nez ».

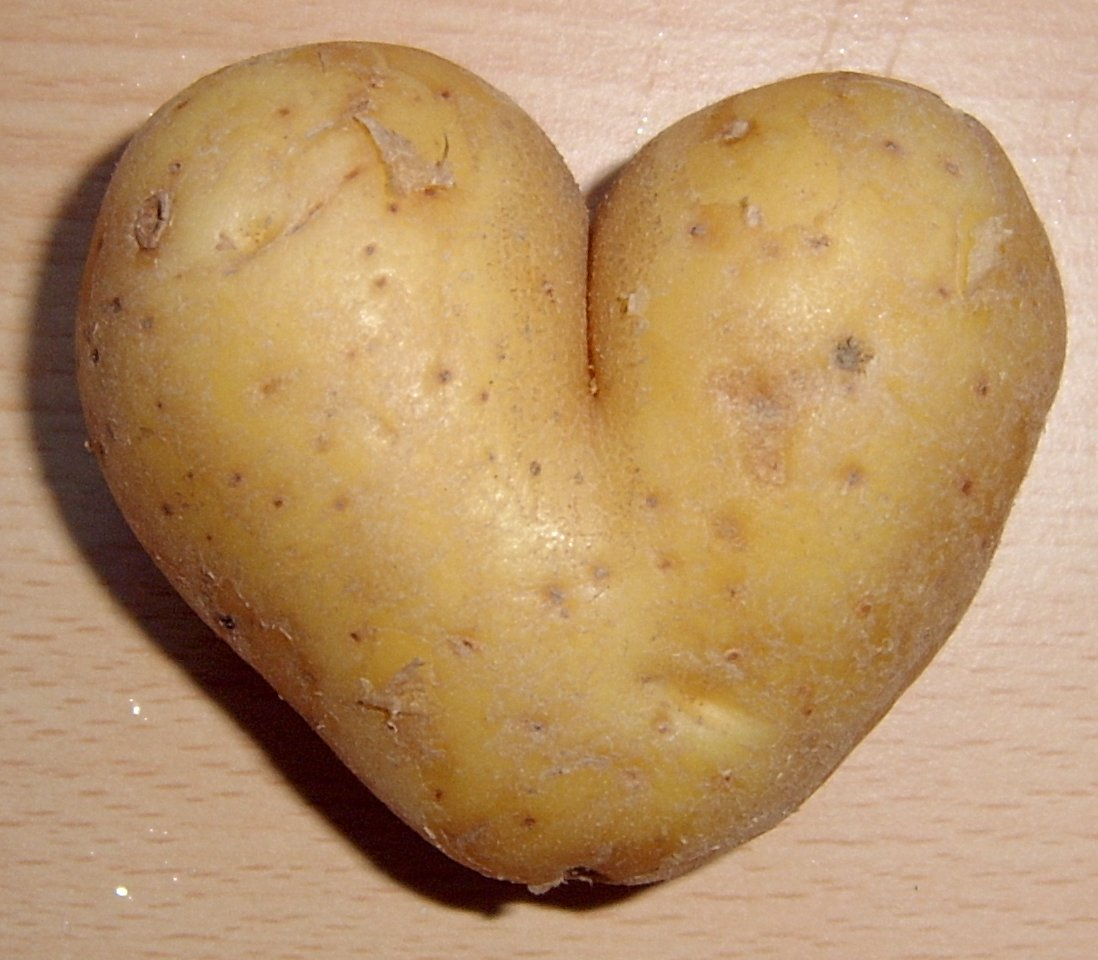
Pomme de terre en forme de cœur.

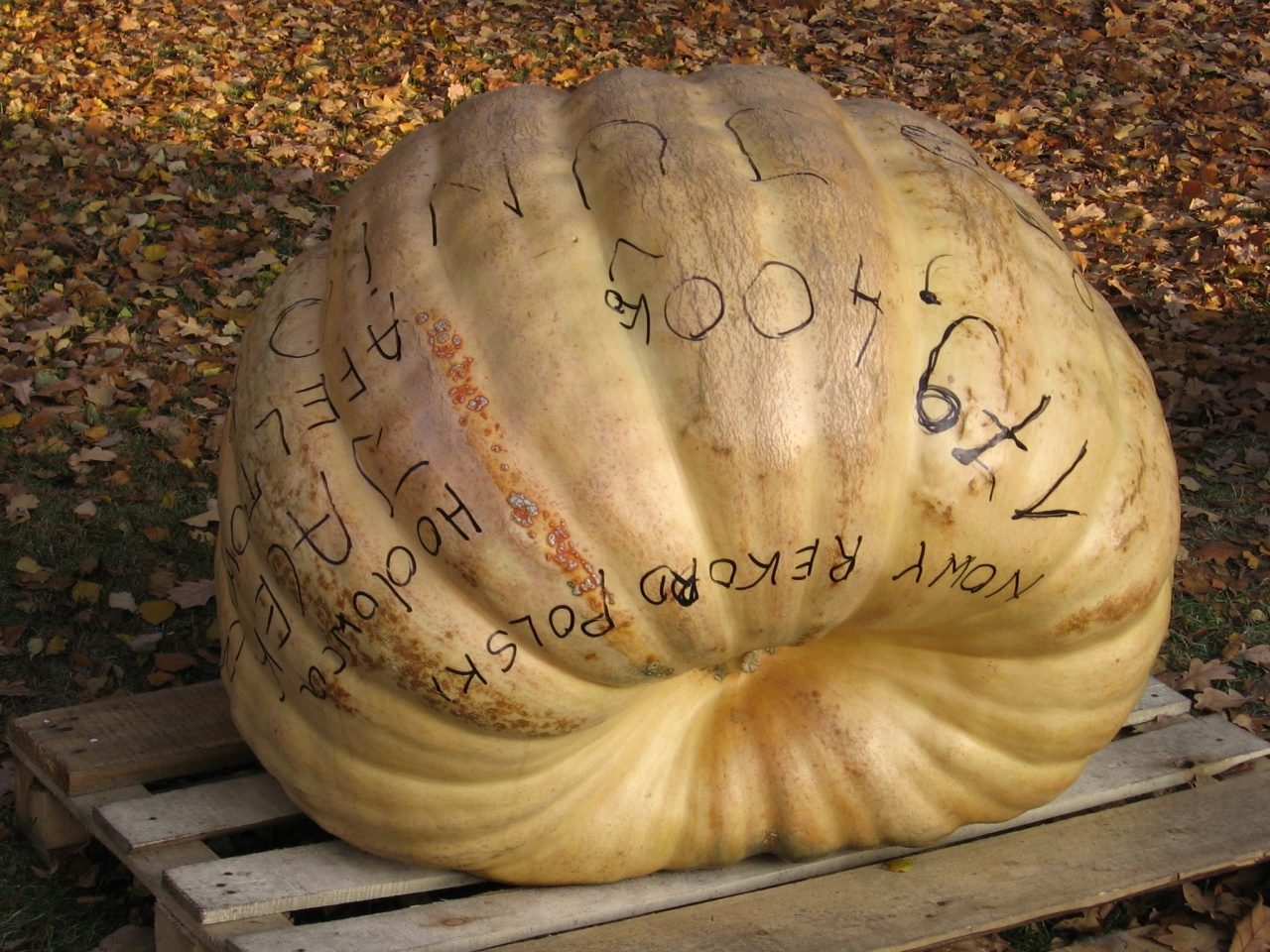
Potiron géant (179,4 kg).

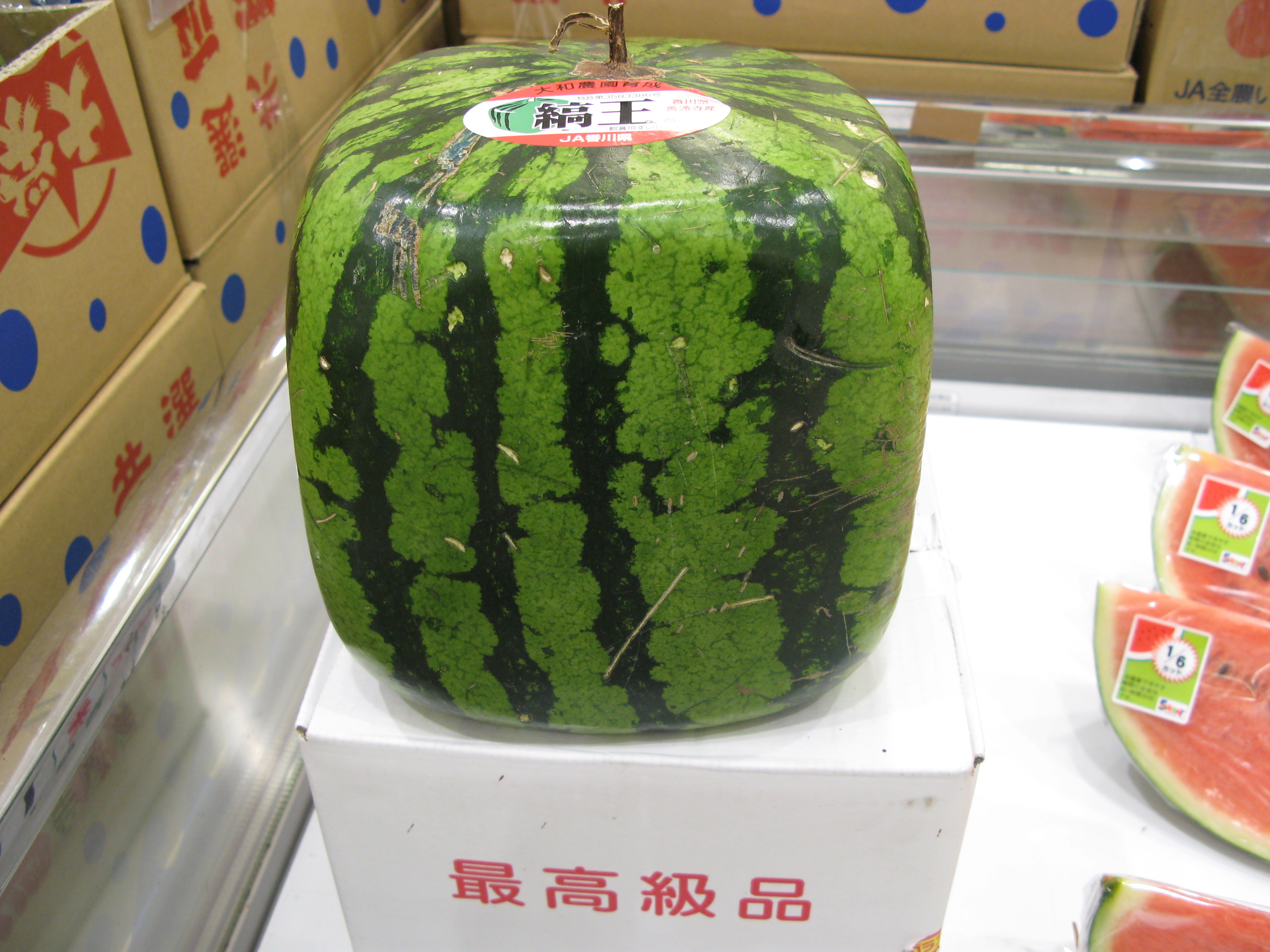
Pastèque cubique produite au Japon.

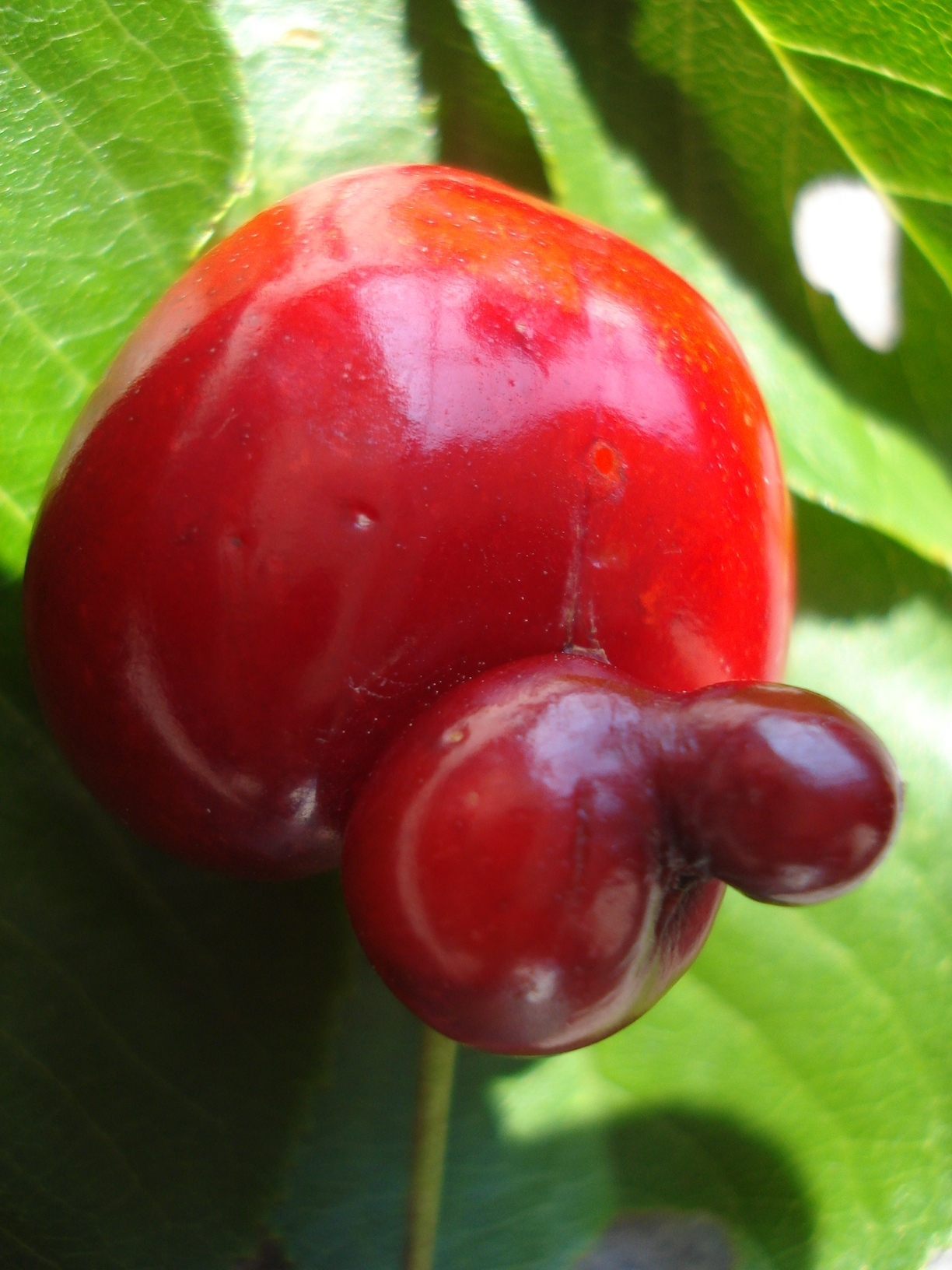
Cerise avec excroissance.

Un légume-phénomène est un légume (mais aussi bien un fruit) qui présente une taille (légume géant) ou une forme (légume insolite) inhabituelle, divergeant du plan normal d'organisation.
Alors que certains légumes insolites peuvent avoir seulement une forme étrange, d'autres présentent un aspect amusant, évoquant souvent une partie du corps humain, par exemple les fesses. La paréidolie peut se rencontrer chez les légumes, certaines personnes pouvant y voir l'apparence d'images religieuses.
Un légume géant a atteint une taille inhabituelle, le plus souvent provoquée à dessein. Il conserve généralement ses proportions habituelles, se distinguant seulement par sa grande taille.

## Causes
Généralement, les légumes prennent des formes insolites du fait de conditions de milieu particulières. Lorsqu'une certaine partie est endommagée, cela peut ralentir sa croissance tandis que le reste du légume continue de croître normalement.
Si au cours de la croissance, l'extrémité d'un légume racine est endommagée, elle peut parfois se fendre, formant des racines multiples à partir d'un certain point.
Si la plante est au stade du primordium (développement embryonnaire), une atteinte au légume en cours de croissance peut provoquer des transformations plus radicales.
On peut aussi provoquer l'apparition de formes inhabituelles de légumes. Au Japon, des agriculteurs de la région de Zentsuji ont réussi à produire des pastèques cubiques. Cette forme est censée permettre de superposer et de stocker plus facilement ces pastèques, mais leur prix est souvent plus de double de celui des pastèques normales.  Usant de techniques similaires, des producteurs ont aussi créé des pastèques de forme plus complexe, comme des dés, des pyramides, des visages...
Certains légumes géants sont cultivés spécialement pour obtenir ce résultat, des hybrides de grande taille étant obtenus par sélection artificielle. Des producteurs mordus (ceux qui participent aux compétitions et visent des records mondiaux) font le commerce de graines dans des clubs ou sur Internet.

## Compétitions
Il est courant dans certains pays de célébrer la diversité des formes de légumes, des sujets particulièrement insolites étant même proposés dans des concours. Beaucoup de ces légumes extraordinaires sont jugés au regard de leur caractère monstrueux. Les jardiniers proposent dans ces concours les plus grands légumes qu'ils ont fait pousser, les courges étant souvent leurs candidats favoris. 
En France, le goût du légume-phénomène est une tradition vivace dans le milieu des jardins ouvriers qui concerne parfois aussi les végétaux d'ornement. Des revues de jardinage relaient ce phénomène, en particulier Rustica avec sa rubrique régulière « le mouton à cinq pattes ».

## Culture populaire
Les légumes géants ont souvent la faveur des médias. Dans sa nouvelle James et la Grosse Pêche, Roald Dahl a porté ce sujet à l'extrême avec son personnage principal naviguant dans une pêche géante à travers l'océan Atlantique. Des compétitions de légumes géants figurent dans un certain nombre de films et de séries télévisées anglo-saxonnes, telles que Wallace et Gromit : Le Mystère du lapin-garou dans laquelle c'est le thème central. That's Life!, populaire émission de télévision britannique, présente fréquemment des légumes insolites qui ont été envoyés ou photographiés par des téléspectateurs.
La Vipère noire, programme de comédie télévisée de la BBC, présente de nombreux gags relatifs au personnage de Baldrick et à son obsession des navets étranges. L'exemple le plus notoire est dans l'épisode La Bière, dans lequel Baldrick découvre un navet ayant exactement la forme d'un phallus, ce qui entraîne de nombreux gags au cours de l'épisode. 
Les légumes étranges apparaissent dans La Vérité, roman de Terry Pratchett, dans lequel un individu  agace le rédacteur d'un journal en lui en proposant sans arrêt pour publication dans ses colonnes.